# Caselle Torinese
Caselle Torinese es una localidad y comune italiana de la provincia de Turín, región de Piamonte, con 16.783 habitantes. En el territorio de la comuna está localizado el Aeropuerto de Turín-Caselle.

## Evolución demográfica
| Gráfica de evolución demográfica de Caselle Torinese entre 1861 y 2001 |
|                                                                        |
| Fuente ISTAT - elaboración gráfica de Wikipedia                        |